# Inspektorat Sieradz Armii Krajowej
Inspektorat Sieradz Armii Krajowej – terenowa struktura Okręgu Łódź Armii Krajowej.

## Skład organizacyjny
Organizacja w 1944:
- Obwód Sieradz AK
- Obwód Wieluń AK
- Obwód Kalisz AK
- Obwód Opole AK (obwód zewnętrzny)